# 瓦耶 (摩泽尔省)
瓦耶（法語：Voyer；德语：Weiher）是法国摩泽尔省的一个市镇，属于萨尔堡-萨兰堡区和法尔斯堡县（Phalsbourg）。该市镇总面积4.48平方公里，2009年时的人口为426人。

## 人口
瓦耶人口变化图示